# Gauliga Elsass 1944-1945
Navigation
Gauliga Elsaß
1943-1944
La Gauliga Elsaß 1944-1945 est la cinquième édition du championnat de Gauliga Elsaß. Elle n'a jamais eu lieu en raison de la pénétration alliée en Allemagne Nazie à cette époque. Néanmoins, les groupes avaient été établis.

## Les onze clubs participants
| \| Rasen SC Straßburg SG SS Straßburg SV Straßburg SC Schiltigheim FK Mars Bischheim FC Mülhausen 93 SpVgg Kolmar FC Kolmar SC Schlettstadt 06 TuS Schweighausen FC Hüningen SV Wittenheim \| Localisation des clubs. |
| Rasen SC Straßburg SG SS Straßburg SV Straßburg SC Schiltigheim FK Mars Bischheim FC Mülhausen 93 SpVgg Kolmar FC Kolmar SC Schlettstadt 06 TuS Schweighausen FC Hüningen SV Wittenheim                               |

| Club                           | Nom germanisé      | Classement 1943-1944 | Provenance  | Groupe     |
| ------------------------------ | ------------------ | -------------------- | ----------- | ---------- |
| FC Mulhouse                    | FC Mülhausen 93    | 1er                  | Division 2  | Oberelsaß  |
| Red Star Strasbourg            | SG SS Straßburg    | 2e                   | DH Alsace   | Unterelsaß |
| FC Huningue                    | FC Hüningen        | 3e                   | Bezirksliga | Oberelsaß  |
| SR Colmar                      | SpVgg Kolmar       | 4e                   | Division 2  | Oberelsaß  |
| RC Strasbourg                  | Rasen SC Straßburg | 6e                   | Division 1  | Unterelsaß |
| FC Colmar                      | FC Kolmar          | 7e                   | DH Alsace   | Oberelsaß  |
| SC Schiltigheim                | -                  | 8e                   | DH Alsace   | Unterelsaß |
| FC 1920 Schweighouse-sur-Moder | TuS Schweighausen  | 9e                   | Bezirksliga | Unterelsaß |
| SC Sélestat                    | SC Schlettstadt 06 | 10e                  | Bezirksliga | Oberelsaß  |
| AS Strasbourg                  | SV Straßburg       | 1er (Basse-Alsace)   | Bezirksliga | Unterelsaß |
| FC Wittenheim                  | SV Wittenheim      | 1er (Haute-Alsace)   | Bezirksliga | Oberelsaß  |

## Classement final
Non disputé